# Rollin'
Rollin' este titlul unui cântec înregistrat de cântăreața de muzică ușoară/pop/pop-rock/R&B Andra, cântăreața pop/dance Andreea Bălan, cântărețul de muzică dance și rap Connect-R și rapper-ul Puya la inițiativa postului de radio PRO FM. "Trupa Trupelor" a fost alcătuită pe baza voturilor de pe site-ul postului de radio și era alcătuită inițial din Andra, Connect-R, Inna și Puya.

## Lista artiștilor nominalizați
Postul de radio a nominalizat 15 artiști:
- Alex Velea
- Alexandra Ungureanu
- Andra
- Andreea Bălan
- Cătălin Josan
- Claudia Pavel
- Connect-R
- Delia Matache
- Elena Gheorghe
- Ella
- Inna
- Keo
- Morris
- Puya
- Xonia